# Corneille Hannoset
Cornelius Hannoset (ur. 1926 w Brukseli, zm. 1996 tamże) – belgijski projektant i plastyk. Uczestnik ruchu artystycznego "CoBrA".
Studiował w École d'Architecture et supérieure des Arts Décoratifs w Paryżu, a następnie pracował jako plastyk, projektant i architekt wnętrz. Od 1952 do 1959 tworzył wspólnie z architektem o polsko-włoskim pochodzeniu Constantinem Brodzkim, ich dziełem był m.in. stworzony w 1953 modelowy domu typu SBAUM, w 1956 zaprojektowali wnętrze brukselskiego muzeum filmu a dwa lata później pawilon kongijskiej flory podczas wystawy EXPO 1958. Ponadto projektowali wnętrza sklepów i galerii, cechami wspólnymi były nowatorskie rozwiązania i minimalizm wystroju. Ponadto Cornelius Hannoset tworzył liczne grafiki, plakaty oraz kompozycje przestrzenne. Był autorem wystroju muzeum lapidarium założonego w Gaume.